# Seznam kardinálů zemřelých ve 14. století
Toto je neúplný seznam kardinálů zemřelých ve 14. století:
- Guillaume kardinál Teste († 25. září 1326)
- Jan Očko kardinál z Vlašimi († 14. ledna 1380)